# Беско (гмина)
Беско (пол. Besko) — сельская гмина (волость) в Польше, входит как административная единица в Санокский повет, Подкарпатское воеводство. Население — 4250 человек (на 2004 год).

## Демография
| Перепись                       | Всего   | Всего | Женщины | Женщины | Мужчины | Мужчины |
| ------------------------------ | ------- | ----- | ------- | ------- | ------- | ------- |
| Единицы                        | человек | %     | человек | %       | человек | %       |
| Население                      | 4250    | 100   | 2153    | 50,7    | 2097    | 49,3    |
| Плотность населения (чел./км²) | 154     | 154   | 78      | 78      | 76      | 76      |

## Сельские округа
1. Беско
2. Мымонь
3. Порембы

## Соседние гмины
1. Гмина Хачув
2. Гмина Рыманув
3. Гмина Заршин